# Archivos migrados del ministerio de exteriores británico
Los archivos migrados del Ministerio de Relaciones Exteriores y de la Mancomunidad de Naciones británico son varias colecciones de documentos sensibles e incriminatorios de los antiguos gobiernos coloniales de Gran Bretaña que fueron enviados de regreso al Reino Unido (por lo tanto, migrados) en la víspera de la descolonización para su almacenamiento en los archivos del ministerio para evitar su divulgación y posterior vergüenza del gobierno británico. Muchos documentos similares no fueron repatriados, sino destruidos.

## Antecedentes
Entre 1963 y 1994, los archivos migrados se almacenaron en el repositorio de Hayes; en 1994 fueron trasladados a Hanslope Park, hogar del Centro de Comunicaciones del Gobierno británico, para ahorrar en costos de almacenamiento. En 1967, en 1974, y nuevamente a principios de la década de 1980, Kenia solicitó su apertura, pero el Reino Unido se negó.
Ben Macintyre, del periódico The Times, resumió el procedimiento para la desclasificación del material de archivo del Foreign Office de la siguiente manera: 

Under the Public Records Act, documents are liable for release to the National Archives after 30 years. Up to 60 per cent of material is shredded and burnt at this stage. Less than 1 per cent is kept secret. Under the present rules, the Foreign Office may retain documents relating to intelligence, national security and defence. Some files transferred to the archives remain closed if they are deemed potentially harmful to international relations or contain personal information. Any decision to retain official documents is subject to scrutiny by the Lord Chancellor's Advisory Council on National Records and Archives, a panel chaired by Lord Neuberger of Abbotsbury, the Master of the Rolls.
Según la Ley de Rigistros Públicos, los documentos deben ser entregados al Archivo Nacional después de 30 años. Hasta un 60% del material es triturado y quemado en ese momento. Menos del 1% se mantiene en secreto. Bajo las reglas actuales, el Ministerio de Exteriores puede retener documentos relacionados con los servicios secretos, la seguridad nacional y la defensa. Algunos documentos transferidos a los archivos permanecen cerrados al público si se consideran potencialmente dañinos para las relaciones internacionales o contienen información personal. Cualquier decisión de retener documentos oficiales está sujeto a escrutinio por el Consejo Asesor de Archivos y Registros Nacionales del lord canciller, un panel presidido por Lord Neuberger de Abbotsbury, el Señor de los Rollos.

Una vez en Hanslope, revisar los documentos para desclasificarlos era un trabajo de diecisiete «revisores de sensibilidad» a tiempo parcial, en su mayoría funcionarios retirados del Ministerio de Asuntos Exteriores; es raro que un archivo se considere lo suficientemente delicado como para justificar la retención en su totalidad. Sin embargo, cuando se trataba de los archivos migrados, la pregunta de si estaban dentro del alcance de la Ley de Registros Públicos de 1958 nunca fue respondida definitivamente, por lo que se dejaron convenientemente intactos y congelados en el archivo.  
En 2005, dos solicitudes de libertad de información (FoI) fueron presentadas al ministerio de exteriores por investigadores que querían los archivos gubernamentales de la era del Mau Mau. La segunda solicitud fue muy específica y no justificaba una verificación de los archivos migrados, pero la primera solicitud debería haber justificado dicha verificación, sin embargo, no se realizó. Más grave aún, en 2006, los abogados de Leigh Day, el bufete que representa a los exmiembros del Mau Mau que intentaban demandar al Reino Unido por su tortura durante el levantamiento, presentaron una solicitud de divulgación judicial para «una porción final de documentos relacionados con la supresión del Mau Mau» que el gobierno estaba «negándose a liberar»; la respuesta de ministerio de exteriores negó explícitamente la existencia de esta porción de documentos, es decir, de los archivos migrados, indicando que toda la información que tenían había sido transferida a los Archivos Nacionales (TNA). La respuesta del procurador del Tesoro a Leigh Day fue aún más lejos, afirmando que no solo todos los documentos relevantes estaban en el TNA, sino que eran de dominio público. Fue solo la persistencia de un puñado de funcionarios del ministerio de exteriores, en particular Edward Inglett, y la declaración como testigo del profesor de Oxford David Anderson en diciembre de 2010, alegando «retención sistemática por parte del gobierno británico de 1500 archivos en 300 cajas que ocupan 100 pies lineales», lo que eventualmente resultó en que los archivos migrados salieran a la luz en enero de 2011.
Tras su «descubrimiento», el Secretario de Relaciones Exteriores, William Hague, solicitó a Anthony Cary, un ex Alto Comisionado británico en Canadá, que realizara una revisión interna de por qué los archivos migrados no habían sido descubiertos ni por las solicitudes de FoI, ni por la solicitud inicial de divulgación judicial. Cary respondió en el mes siguiente y describió los antecedentes de la siguiente manera: 

As British dependent territories came to independence decisions had to be taken about which papers to destroy, which to leave for successor administrations, and which to ship back to the UK. The general rule, as set out in a Colonial Office guidance telegram of 3 May 1961 on the 'disposal of classified records and accountable documents', was the successor Governments should not be given papers which:

- might embarrass HMG or other Governments;
- might embarrass members of the police, military forces, public servants or others eg police informers;
- might compromise sources of intelligence information; or
- might be used unethically by Ministers in the successor Government

In addition "There would be little object in handing over documents which would patently be of no value to the successor Government". A great many documents were destroyed on this basis, but others were returned to the UK. These became the so-called 'migrated archives', eventually totalling around 8,800 files.
Según los territorios dependientes de Gran Bretaña llegaban a la independencia se debían tomar decisiones sobre qué papeles debían ser destruidos, cuales mantener para administraciones sucesoras y cuales enviar de vuelta al Reino Unido. La regla general, según se dispone en un telegrama de guía de la Oficina Colonial del 3 de mayo de 1961 sobre la ‹eliminación de registros clasificados y documentos de responsabilidad›, era que los gobiernos sucesores no debían obtener los documentos que:

- pudiesen avergonzar al gobierno de Su Majestad u otros gobiernos;
- pudiesen avergonzar a miembros de la policía, el ejército, los funcionarios públicos u otros, p.ej. informantes policiales;
- pudiesen comprometer fuentes de información secreta; o
- pudiesen ser empleados de forma poco ética por ministros de gobiernos sucesores.

Además «Tendría poco sentido entregar documentos que claramente no fueran de ningún valor para el gobierno sucesor». Muchos documentos fueron destruidos con este criterio, pero otros fueron devueltos al Reino Unido. Estos se convirtieron en los llamados ‹archivos migrados›, finalmente un total de cerca de 8800 documentos.

Aunque simpatizaba con el Ministerio de Asuntos Exteriores, el informe de Cary consideraba que, a pesar de la participación de personal relativamente subalterno que ignoraba el contenido de los archivos migrados, había más personal que estaba bien informado. Convenientemente, en 2006, después de que llegaran las solicitudes de FoI, los archivos migrados, a pesar de tener más de cincuenta años, fueron reubicados en la sección de «material del ministerio de exteriores de entre 3 y 30 años».
Una excusa ofrecida por el gobierno para no consultar los archivos fue que la propiedad de los documentos no era suya, que el Ministerio de Asuntos Exteriores simplemente los administraba, por lo que habían sido considerados «fuera de límites» para las solicitudes de FoI (el ministerio de exteriores no era el propietario, por lo que no tenía derecho a revisar los documentos). Cary, sin embargo, logró descubrir que este no era el caso, que había habido «excepciones importantes al principio general de que estos documentos son considerados ‹fuera de los límites›». Tal excusa se volvió irrelevante después de la solicitud judicial de 2006 de Leigh Day, porque todos los documentos tienen que ser verificados cuando se trata de casos judiciales. «Tal vez era conveniente [pensar] que los archivos migrados [...] no necesitaban ser consultados para las solicitudes de libertad de información, a la vez que eran conscientes de los archivos como una especie de secreto culpable, de estado incierto y en la bandeja ‹demasiado difícil›», concluyó Cary.
Después de hacer público el informe de Cary en mayo de 2011, Hague declaró su «intención de liberar cada parte de cada documento de interés, sujeto únicamente a exenciones legales»; «cuanto antes mejor», dijo a David Anderson. Edward Inglett transmitió «disculpas sinceras y sin reservas en nombre del ministerio de exteriores a los demandantes y al tribunal», y el Ministerio de Relaciones Exteriores prometió un «proceso de transparencia» y el nombramiento por parte de Hague de un «zar de archivos coloniales» independiente para supervisar la apertura con carácter de urgencia.
La búsqueda que arrojó los documentos «perdidos» sobre el Mau Mau reveló que una segunda serie de documentos también se habían «perdido» y, con suerte, también esperaban a ser descubiertos. Este segundo lote incluía archivos sobre: la rebelión contra el dominio británico en Chipre; el servicio secreto; el uso de curanderos por parte de la Oficina Colonial durante el levantamiento del Mau Mau; Uganda; Nigeria; y Sierra Leona. Este segundo lote fue etiquetado como «Top Secret» y se mantuvo separado de los otros archivos «migrados» de antiguas colonias, lo que sugiere que contienen el material más sensible e incriminatorio. 

### El proceso de extracción/destrucción
Los documentos que se dejaron a los gobiernos locales tras la independencia, conocidos como «archivos heredados», se separaron de los «archivos de vigilancia», que estaban marcados para su destrucción o repatriación. En Uganda, el proceso recibió el nombre en código de «operación Legacy»; en Kenia, el proceso fue descrito como «una purga completa» y dirigido por funcionarios coloniales de los servicios secretos. Se prohibió la participación de africanos: solo «un funcionario del gobierno de Kenia que sea un sujeto británico de ascendencia europea» podría participar. Las instrucciones del «archivo de vigilancia» dejaban claro que no debía quedar rastro de su existencia para los gobiernos sucesores: «Los archivos heredados no deben dejar ninguna referencia al material de vigilancia. De hecho, la existencia misma de la serie de vigilancia, aunque quizás pueda ser adivinada, nunca debe revelarse». Si era posible, se insertaba un archivo ficticio para garantizar que la numeración de los archivos y las páginas no fuera interrumpida; cuando se necesitaban demasiados archivos ficticios, simplemente se eliminaba o destruía toda la sección. En Kenia las instrucciones insistían en que «se hace hincapié en la destrucción», lo que significa que gran parte del material más impactante probablemente se destruyó, y «los desechos se deben reducirse a cenizas y las cenizas se deshacen», de modo que ni siquiera se dejó rastro de la destrucción. También se «empaquetaron grandes cantidades de archivos en cajas pesadas y se arrojaron en aguas muy profundas y libres de corrientes a la máxima distancia posible de la costa». La purga de Malaya fue menos rigurosa y fue facilitada por funcionarios con menos experiencia.

## Reacción y contenidos
El informe de Cary y los documentos publicados inicialmente habían demostrado que el 3 de diciembre de 1963, nueve días antes de que Kenia declarara formalmente su independencia, tres cajas de embalaje de madera que contenían 1500 archivos gubernamentales altamente sensibles se cargaron en un vuelo de British United Airways con destino a Gatwick. En vísperas de la independencia de Kenia, el secretario colonial Iain Macleod ordenó que se destruyera o sacara del país la documentación sensible del gobierno colonial, porque su divulgación «podría avergonzar al gobierno de Su Majestad». «Vergüenza apenas lo cubre», comentó un editorial del The Times, señalando que «la historia encubierta de la administración colonial en Kenia se compara con los métodos de tortura y ejecución sumaria en la guerra de Argelia». En abril de 2011, el gobierno admitió oficialmente por primera vez no solo tener documentos relevantes del Mau Mau, sino que tenía un total de 8800 archivos de 37 excolonias, que haría públicos en lotes desde abril de 2012 a noviembre de 2013. El The Times opinó: «Incluso dada la aparente habilidad de la Oficina de Asuntos Exteriores y de la Commonwealth en tales asuntos, es una hazaña ignorar 300 cajas de documentos que llenan 110 pies de estanterías durante casi medio siglo».
David Anderson, describiendo las revelaciones iniciales sobre el Mau Mau en 2011 como solo un comienzo, enfatizó que otros dominios británicos anteriores, incluidos Malaya, Chipre y los Estados del Golfo, también esperan su hora de la verdad, y que el personal y las tácticas coloniales posteriormente se abrieron paso en el tratamiento del conflicto norirlandés. En particular, señaló Aileen McColgan, las técnicas de tortura en la década de 1950 en Kenia se refinaron en lo que ahora se conoce como las «cinco técnicas» para su uso en Irlanda del Norte en los años setenta: posiciones incómodas, encapuchamientos, sometimiento al ruido, privación de sueño y privación de comida y bebida. Continuó señalando: «El Tribunal Europeo de Derechos Humanos dictaminó en 1977 que Gran Bretaña había violado el artículo 3 de la Convención Europea de Derechos Humanos, que prohíbe la tortura y el ‹trato inhumano y degradante›, mediante el uso de las cinco técnicas en el norte de Irlanda. El primer ministro británico, Edward Heath, dijo a los Comunes en 1972 que las técnicas nunca más se usarían ‹como ayuda para el interrogatorio›, un compromiso reiterado ante el Tribunal Europeo».
Después de la investigación de Cary, Hague designó a Tony Badger de la Universidad de Cambridge como «zar de los archivos coloniales» para supervisar la revisión y transferencia de los archivos ocultos al dominio público. El Ministerio de Relaciones Exteriores publicó un primer lote de más de 1200 registros de 12 antiguos territorios coloniales en abril de 2012, una porción de los 10 000 archivos que Gran Bretaña eliminó de 37 de sus colonias. Badger describió el episodio de los archivos migrados como «vergonzoso, escandaloso. [...] Estos documentos deberían haber estado en los archivos públicos en la década de 1980. Hace mucho tiempo». Caroline Elkins, de Harvard, comentó: «En ese momento, Gran Bretaña estaba en medio de un encubrimiento masivo y paralelo. Mientras el gobierno estaba asediado públicamente por acusaciones de brutalidad en los campos de detención y de encubrimiento de la violencia sistematizada —y negando todas las acusaciones—, estaba eliminando y purgando el registro. El proceso —practicado también en otras colonias—, buscó deliberadamente eliminar toda evidencia incriminatoria. Así, además, trató de dar forma al futuro archivo colonial y a las realidades que produciría».
No es la primera vez que un departamento del gobierno del Reino Unido retiene sistemáticamente archivos relacionados con crímenes coloniales británicos y no es la primera vez que el profesor Anderson participa en un desafío de este tipo. Anderson junto con dos colegas notaron en 2006, después de su reconstrucción de la masacre de Chuka: «La evidencia sobre estos eventos debería haberse entregado a la Oficina de Registro Público en 1984. El archivo fue retenido por el Ministerio de Defensa y marcado para su ocultación hasta 2038. [...] Pero no todo se ha revelado en este archivo [de Chuka] y eso plantea preguntas difíciles sobre la culpabilidad del ejército británico en los crímenes de guerra coloniales, los secretos oficiales y las deficiencias de la legislación sobre la libertad de información». En 2009, los contribuyentes británicos recibieron una factura de un millón de libras después de que el Ministerio de Defensa no revelara pruebas relevantes en un caso judicial de 2009 que involucraba acusaciones de asesinato por tropas británicas en Irak.
El periódico The Guardian escribió:

Among the documents that appear to have been destroyed were: records of the abuse of Mau Mau insurgents detained by British colonial authorities, who were tortured and sometimes murdered; reports that may have detailed the alleged massacre of 24 unarmed villagers in Malaya by soldiers of the Scots Guards in 1948; most of the sensitive documents kept by colonial authorities in Aden, where the army's Intelligence Corps operated a secret torture centre for several years in the 1960s; and every sensitive document kept by the authorities in British Guiana, a colony whose policies were heavily influenced by successive US governments and whose post-independence leader was toppled in a coup orchestrated by the CIA.
Entre los documentos que parecen haber sido destruidos se encontraban: informes sobre el abuso de insurgentes Mau Mau detenidos por autoridades coloniales, que fueron torturados y a veces asesinados; informes que pudieran haber ofrecido detalles la supuesta masacre de 24 aldeanos desarmados en Malaya por soldados de la Guardia Escocesa en 1948; la mayoría de los documentos secretos guardados por las autoridades coloniales en Adén, donde el servicio de inteligencia del ejército operaba un centro de torturas secreto durante varios años en la década de 1960; y todo documento secreto guardado por las autoridades de la Guayana británica, una colonia cuyas políticas habían sido muy influenciadas por los sucesivos gobiernos estadounidenses y cuyo dirigente tras la independencia fue derrocado en un golpe de estado orquestado por la CIA.

Como lo muestra el resumen de The Guardian, incluso después del primer lanzamiento en 2012 de la revisión de Tony Badger, el Ministerio de Asuntos Exteriores continuó negando la existencia de documentación sobre las repetidas subversiones británicas de la democracia en la Guayana británica en las décadas de 1950 y 1960, aunque Richard Drayton, profesor Rhodes de Historia Imperial en el King's College de Londres, dijo que esto simplemente no era creíble: «Cuando los historiadores de Kenia solicitaron documentos en el pasado, el ministerio de exteriores les dijo repetidamente que habían sido destruidos, solo para que finalmente los entregara bajo presión judicial. Es de esperar que el ministerio de exteriores en algún momento ‹descubra› su archivo de la Guayana británica. Ahora mismo, bajo mi presión, después de haber afirmado que no poseía ningún tipo de material de la Guayana británica, el ministerio de exteriores ha encontrado un documento que describe ‹un programa extraordinario de archivos que el Gobernador de la Guayana Británica envió de vuelta en abril de 1966, mostrando cómo los documentos bajo su responsabilidad fueron eliminados›.» Elkins estuvo de acuerdo en que era «francamente imposible, dado que había procedimientos bien establecidos para manejar archivos durante la descolonización en la década de 1960. Las alarmas deberían estar sonando». Drayton también señaló que el ministerio de exteriores «se niega a hacer público el inventario completo del archivo de Hanslope Park. Si bien tenemos plena confianza en el profesor Badger, muchos historiadores ahora se preguntan si no se le entregó un archivo que, una vez más, había sido revisado y seleccionado». Drayton reflexionó además que «era casi como si el material que ahora se ha hecho público también hubiera sido seleccionado de acuerdo con los mismos criterios aplicados hacia 1960: prevenir posibles enjuiciamientos, proteger a los colaboradores y proteger la reputación de Gran Bretaña».
Había una amplia mayoría que consideraba que el ministerio de exteriores seguía reteniendo archivos. Keith Flett dijo: «Es probable que sea correcto que, a pesar de la política de transparencia profesada por William Hague con la publicación de los archivos del gobierno de la era colonial, que ni mucho menos todo saldrá a la luz y dependerá de las habilidades de los historiadores el detectar las lagunas en el registro.» Elkins, que como Anderson, fue un testigo experto en el proceso del Mau Mau, destacó la necesidad de precaución y escribió sobre su participación en el intento de sacar los archivos del ministerio de exteriores para su análisis en Harvard: «Este proceso ha sido cualquier cosa menos sencillo. A pesar del contexto legal, el ministerio de exteriores ha seleccionado los archivos, que han requerido de múltiples solicitudes de divulgación completa, y aún no se han recibido todos los archivos». Sobre la liberación de abril de 2012, señaló que «excluye territorios como Palestina y Rodesia». Los archivos de Chipre excluyen el período de la emergencia. Los archivos de Malaya cubren muy poco de los disputados años de la emergencia. Los documentos de Kenia son un escaso subconjunto de los archivos publicados (aunque seleccionados) en el contexto del caso Mau Mau. Para las 12 colonias cubiertas en la desclasificación de hoy, parece haber mucho relacionado con las finanzas, el turismo, la administración y similares. [...] La primera versión de los ‹archivos migrados› carece, a primera vista, de archivos sustantivos, particularmente para las antiguas colonias como Chipre y Malaya, donde potencialmente se ciernen las futuras demandas». 
Laleh Khalili de la Escuela de Estudios Orientales y Africanos declaró:

The Aden material was ludicrous. Given the extent [of] torture and ill-treatment, detention and protest in that colony in its latter years, it was laughable to see the released files having to do with fisheries. [...] It seems to me that the whole release is a whitewash intended to mollify critics and save the government from embarrassment.
El material de Adén era ridículo. Dada la extensión [de la] tortura y el maltrato, detención y protestas  en esa colonia en sus últimos años, resulta ridículo ver la liberación de documentos relacionados con la pesca. [...] Me parece que la apertura no es más que una tapadera para apaciguar a los críticos y evitar el bochorno del gobierno.

El periodista Ian Cobain y otros sugirieron que, debido a la naturaleza de la retirada británica de la Colonia de Adén, el material incriminatorio podría, en lugar de ser retenido, haber sido destruido de manera más integral en el momento de la descolonización, en lugar de ser transportado a Londres.
Badger aceptó que los historiadores creyeran que el ministerio de exteriores seguía «con sus viejos trucos» y agregó: «Dado que el Ministerio de Asuntos Exteriores no reconocía la existencia de los archivos migrados, entiendo el legado de sospecha. Es difícil sobreestimar el grado de sospecha».
Ominosamente, The Guardian señalaba:

In a number of colonies, as files were destroyed a certificate was completed and sent to London to show that the job had been done. Could these certificates also be stored at Hanslope Park, providing a glimpse of the contents of each file that was destroyed? The FCO was refusing to say on Tuesday, and insisted that any queries about such certificates should be the subject of an freedom of information request. Furthermore, Cary's report states that a separate inquiry is now examining the fate of a number of files that were lost or destroyed after they were returned to the UK. The FCO failed to answer a number of questions about that inquiry, stating only that the files remained missing despite an extensive search.
En un número de colonias, según se iban destruyendo los archivos, se completaba un certificado que era enviado a Londres para mostrar que el trabajo había sido realizado. ¿Podrían estar archivados estos certificados también Hanslope Park, arrojando luz sobre contenido de cada documento que fue destruido? El ministerio de asuntos exteriores se negó el jueves a confirmarlo e insistió en que toda consulta sobre ese tipo de certificados debería ser sometida a una petición oficial de libertad de información. Además, en informe de Cary afirma que una investigación separada está examinando ahora mismo el destino de una serie de archivos que fueron perdidos o destruidos después de su vuelta al Reino Unido. El ministerio de asuntos exteriores no contestó a una serie de preguntas sobre esa investigación, afirmando que los documentos permanecían desaparecidos a pesar de una extensiva búsqueda.

David Anderson expresó su alarma ante la negativa del Ministerio de Relaciones Exteriores de publicar el índice de los archivos que podrían permitir a los historiadores saber lo que falta.

### Mau Mau
| Si vamos a pecar, debemos pecar en silencio.——Fiscal General de Kenia, Eric Griffith-Jones |

Con respecto al levantamiento del Mau Mau, los registros incluían la confirmación de «el alcance de la violencia infligida a los presuntos rebeldes del Mau Mau» en los campos de detención británicos documentados en el estudio de Caroline Elkins. Se registran numerosas acusaciones de asesinato y violación por parte del personal militar británico en los archivos, incluido un incidente en el que un bebé africano fue «quemado hasta la muerte», la «violación de una niña» y soldados de los fusileros irlandeses que asesinaron «a sangre fría a dos personas que habían sido sus cautivos durante más de 12 horas». El propio Baring, gobernador de Kenia, era consciente de la «brutalidad extrema» de la tortura impuesta, a veces letal, que incluía palizas «drásticas en extremo», confinamiento solitario, inanición, castración, azotes, quemaduras, violaciones, sodomía e inserción forzada de objetos en orificios del cuerpo —pero no tomó ninguna medida. La inacción de Baring fue a pesar de personas como Arthur Young —comisionado de policía de Kenia durante menos de ocho meses en 1954, antes de que renunciara en protesta— insistieran en que «el horror de algunos de los [campamentos] debería investigarse sin demora». En febrero de 1956, un comisionado provincial en Kenia, Monkey Johnson, escribió al procurador general Reginald Manningham-Buller, instándole a bloquear cualquier investigación sobre los métodos utilizados en contra del Mau Mau: «Ahora parecería que todos y cada uno de nosotros, del Gobernador hacia abajo, puede estar en peligro de ser despedidos del servicio público por una comisión de investigación, como resultado de las consultas realizadas por el CID.» El comunicado de abril de 2012 también incluía relatos detallados de la política confiscando el ganado de los kenianos sospechosos de apoyar a los rebeldes del Mau Mau.
Comentando sobre los papeles, David Anderson declaró que «los documentos estaban escondidos para proteger a los culpables», y «que el alcance del abuso que ahora se revela es realmente inquietante». «Todo lo que pudo suceder sucedió. Las denuncias de palizas y violencia fueron generalizadas. Básicamente podías asesinar impunemente. Fue sistemático», dijo Anderson. Un ejemplo de esta impunidad fue el caso de ocho funcionarios coloniales acusados de tortura hasta la muerte de sus prisioneros, que no fueron castigados, incluso después de que sus crímenes fueran reportados a Londres. Huw Bennett, del King's College de Londres, que había trabajado con Anderson sobre la masacre de Chuka, dijo en una declaración ante el tribunal que los nuevos documentos «fortalecen considerablemente» el conocimiento de que el ejército británico estaba «íntimamente involucrado» con las fuerzas de seguridad coloniales, que sabían que estaban «abusando y torturando sistemáticamente a los detenidos en centros de selección y campos de detención». En abril de 2011, los abogados de la Oficina de Asuntos Exteriores y de la Commonwealth continuaron manteniendo que no existía dicha política. Sin embargo, ya en noviembre de 1952, los informes militares señalaban que «[el] ejército fue utilizado para llevar a cabo ciertas funciones que en realidad pertenecían a la policía, como por ejemplo, el registro de chozas y el control de africanos», y los soldados británicos arrestaron y transfirieron a sospechosos de pertenecer al Mau Mau a campamentos donde fueron golpeados y torturados hasta que confesaron. Bennett dijo que «el ejército británico retuvo el control operacional sobre todas las fuerzas de seguridad durante la emergencia», y que su operación de inteligencia militar trabajó «de la mano» con en servicio secreto en Kenia, «incluida la investigación y los interrogatorios en centros y campos de detención».  
El gobierno de Kenia envió una carta a Hague insistiendo en que el gobierno del Reino Unido era legalmente responsable de las atrocidades. Sin embargo, el Ministerio de Relaciones Exteriores reafirmó su posición de que no era, de hecho, responsable de las atrocidades coloniales, y argumentó que los documentos no habían «desaparecido» como parte de un encubrimiento. Casi diez años antes, a finales de 2002, cuando la BBC emitió un documental condenatorio sobre los crímenes británicos cometidos durante la rebelión y se tomaron 6000 declaraciones para el juicio, el exfuncionario colonial del distrito, John Nottingham, había expresado su preocupación de que se pagara una indemnización pronto, ya que la mayoría de las víctimas tenían más de 80 años y pronto morirían. Comentó a la BBC:

What went on in the Kenya camps and villages was brutal, savage torture. It is time that the mockery of justice that was perpetrated in this country at that time, should be, must be righted. I feel ashamed to have come from a Britain that did what it did here [in Kenya].
Lo que ocurrió en los campos y pueblos de Kenia fue tortura brutal, salvaje. Ya es hora que esa farsa de justicia que fue perpetrada en este país en esa época, debería ser, tiene que ser corregida. Me siento avergonzado de proceder de una Gran Bretaña que hiyo lo que hiyo aquí [en Kenia].

Todavía faltan trece cajas de archivos de «alto secreto» de Kenia.

### Chipre
La publicación del material en 2011 provocó amenazas legales de los veteranos del EOKA, que lucharon en una campaña contra la ocupación británica de Chipre.
David French también utilizó los archivos migrados del ministerio de exteriores sobre Chipre para demostrar que los británicos no utilizaron intencionalmente una política colonial de ‹divide y vencerás› para avivar las tensiones sociales en la Isla.
Los documentos de abril de 2012 sugirieren que los británicos nunca tuvieron la intención de tener éxito con las conversaciones de paz con los rebeldes. El Reino Unido conspiró con su colonia de Seychelles para deportar al problemático arzobispo Makarios, incluso mientras se estaban llevando a cabo las conversaciones de paz.

### Planes para pruebas de guerra química en Botsuana
En 1943, Gran Bretaña planeó probar un tipo de gas venenoso «muy virulento» en lo que era Bechuanalandia (ahora Botsuana). El 6 de junio de 1943, Harold Eddey Priestman, Secretario Administrativo del Alto Comisionado en Sudáfrica, envió una carta escrita a mano, marcada como «secreta y personal», a Aubrey Denzil Forsyth-Thompson, Comisionado Residente de Bechuanalandia, en la que explicaba: «Ciertos tipos de gas venenoso se fabrican en la unión [Sudáfrica] por cuenta del Reino Unido. El Ministerio de Producción de Aeronaves del Reino Unido ha pedido que se realicen pruebas prácticas a una escala considerable. [...] Entendemos que este gas venenoso es de un tipo muy virulento. Por lo tanto, sería necesario 1) impedir el acceso al área de experimentación durante un tiempo considerable después de que los experimentos hayan cesado. 2) y también para tener en cuenta cualquier peligro de que el gas sea transportado por el viento a áreas adyacentes al área experimental.» 
Los británicos buscaron un «área aislada» a una «distancia razonable» de una base aérea, que tuviera una zona de amortiguación de 15 millas sin fuentes de agua y que estuviera «relativamente libre de vegetación». No se encontró ningún lugar adecuado en Sudáfrica, pero se decidieron provisionalmente por algún lugar de los salares de Makgadikgadi. Forsyth-Thompson dijo más tarde que no estaba dispuesto a considerar realizar pruebas en esa área porque estaba rodeada de granjas y sería imposible mantener el secreto. Bajo el nombre en clave de FORENSIC, se previeron ensayos lanzados desde el aire, pero la cercanía de la temporada de lluvias impidió que las pruebas siguieran adelante. Actualmente no hay evidencia de que FORENSIC fuese ejecutado.
Aunque nunca se desplegó, pero Gran Bretaña almacenó gas venenoso por temor a su posible uso por parte de Alemania.